# Cigi
Cigi (dʃɪɢɨ, * 8. Mai 1975 in Schiers; bürgerlich Salvatore Ciccone) ist ein italienischer Rapper, der in der Schweiz lebt.

## Biografie
Als Kind wollte Ciccone ursprünglich Fußballprofi werden, doch er verwarf die Idee. Mit 15 begann er eine Lehre als KV-Angestellter, wobei er erstmals Leute aus der Schweizer Hip-Hop Szene kennenlernte, wie Spooman oder Lou Geniuz. Nach dem Lehrabschluss zog Cigi aus beruflichen Gründen nach Winterthur. Im Jahre 1994 produzierte er seine ersten Rap-Tracks mit Spooman und Inspirin (AOH - Family). Drei Jahre später gründete er mit Lou Geniuz, Tolis, Gina E, D Breez, Masta T und Jon die Rap-Crew Moshiba. Die Gruppe gewann den Wettbewerb an der Musikmesse in Luzern.
Noch im selben Jahr produzierte Lou Geniuz sein erstes Soloalbum, auf dem Cigi einen Gastauftritt unter dem Namen G Blu hatte. Im September des Jahres 2000 veröffentlichte Ciccone sein erstes Soloalbum Mondo Blu. Bei der AOH-Family hatte Cigi seine Texte teilweise noch auf Schweizerdeutsch geschrieben, auf dem Album sind jedoch alle Lieder auf Italienisch gerappt. Im folgenden Jahr erschien schon das zweite Werk Figlio del Sud, auf dem Cigi starke Unterstützung von Lou Geniuz erhielt, der unter anderem alle Lieder aufnahm. Nach dem dritten Album Resisto aus dem Jahre 2004 gründete Cigi die Band Straight Outta Mama, mit der er das Album Un giorno della vita di veröffentlichte. Die Gruppe ist auch immer bei Ciccones Live-Auftritten anwesend und besteht aus dem Schlagzeuger Thierry Schenk, dem Keyboarder Michael Gertschen, Gian Lorenz am E-Bass sowie Lou Geniuz und Nyna Cantiene als Backgroundsänger.
Im Jahre 2006 trat Cigi der Hip-Hop Gruppe Oschtblock Kuabuaba (OBK) bei, welcher unter anderem auch Lou Geniuz, Gimma und Ali de Bengali angehören. Auf dem Album Panzer von Gimma rappte Cigi eine Strophe des Songs Jeda Tag. Anfang 2008 erschien das OBK-Album America is Back sowie die dazugehörige Singleauskopplung Feria in Guantanamo. Im Juli veröffentlichten Cigi und Lou Geniuz gemeinsam den Song L'estata che balla, welcher den ganzen Spätsommer über fast täglich auf DRS 3 gespielt wurde und im Internet zum Download freigestellt wurde.
Cigi hatte auch einen Gastbeitrag auf dem 2009 erschienenen Album Hippie von Gimma. Er war gemeinsam mit Lou Geniuz auf dem Stück I liaba mina Job vertreten.

## Musikstile
Nachdem er zu Beginn seiner Karriere ausschließlich Hip-Hop gemacht hatte, begann Cigi spätestens ab seinem vierten Soloalbum Un Giorno della Vita di auch andere Musikstile wie Salsa, Latin Jazz, R&B, Reggae und Soul zu verwenden. Typisch für Cigi sind zungenbrecherisch schnelle Raps. Die Salsa- und Pop-ähnlichen Beats werden meist von Lou Geniuz produziert.

## Diskografie
Alben
- 2000: Mondo Blu
- 2001: Figlio del Sud
- 2004: Resisto
- 2006: Un Giorno della vita di (mit Straight Outta Mama)
- 2009: Ridendo o Piangendo
- 2011: L’ultimo sballo

Singles
- 2004: Resisto (feat. Gimma)
- 2006: Siamo Soli
- 2007: Face calle
- 2008: L'estata che Balla (feat. Lou Geniuz)
- 2009: La mia città
- 2009: Siamo Uomini
- 2011: Calmati (feat. Parayah) (Samplerbeitrag Bock uf Rap / (BMMP))
- 2011: Stella Magica (feat. Lou Geniuz)